# Panik (film, 1932)
Panik (engelska: American Madness) är en amerikansk dramafilm från 1932 i regi av Frank Capra. Huvudrollen spelas av Walter Huston.

## Rollista i urval
- Walter Huston - Dickson
- Pat O'Brien - Matt
- Kay Johnson - Mrs Phyllis Dickson
- Constance Cummings - Helen
- Gavin Gordon - Cluett
- Arthur Hoyt - Ives
- Robert Emmett O'Connor - inspektör